# Laibin
Laibin is een stadsprefectuur in de zuidelijke regio Guangxi, Volksrepubliek China.